# Scarabaeus endroedyi
Scarabaeus endroedyi är en skalbaggsart som beskrevs av Harrison, Clarke H. Scholtz och Chown 2003. Scarabaeus endroedyi ingår i släktet Scarabaeus och familjen bladhorningar. Inga underarter finns listade i Catalogue of Life.